# Grubesza Branislavljević
Grubesza Branislavljević – król Zety w latach 1118–1125.

## Dzieciństwo i młodość
Grubesza był najstarszym z sześciu synów Branisława Radosławowicza. Dziad Grubeszy, Radosław władał Trawunią. Po śmierci Radosława jego najstarszy  syn Branisław nie chciał uznać zwierzchnictwa króla Konstantyna Bodina. W połowie lat 90. najstarszy syn Bodina, Michał, miał nie więcej niż 12 lat. W Zecie nie obowiązywała zasada primogenitury zapewniająca sukcesję najstarszemu synowi władcy. Do sukcesji powołani byli wszyscy dorośli członkowie rodziny królewskiej. Istniało więc duże prawdopodobieństwo, że w razie śmierci Bodina, przed osiągnięciem przez synów dorosłości, po władzę może sięgnąć Branisław. 
Prawdopodobnie pomiędzy 1093 a 1095 rokiem Konstantyn Bodin podjął, za namową swej żony, królowej Jakwinty, próbę wzmocnienia pozycji swych synów. Kiedy Branisław wraz z bratem Gradisławem i synem stanęli w Skadarze, zostali  z rozkazu Bodina zatrzymani i wtrąceni do więzienia. Branisław wkrótce potem zmarł w więzieniu. Pozostali na wolności bracia Branisława i jego synowie, pomiędzy nimi młody Grubesza, obawiając się o swe życie schronili się w Dubrowniku. Bodin obległ miasto i zażądał wydania zbiegów, mieszczanie jednakże odmówili. W walkach pod murami Dubrownika zginął faworyt królowej, która w gniewie zażądała wyprowadzenia pozostałych dwóch więźniów i ścięcia ich pod murami miasta. Po tych wypadkach Kościół próbował mediacji między zwaśnionymi stronami. Żądni odwetu Radosławowicze wybrali emigrację i schronili się pod opiekę cesarza Aleksego I Komnena w Konstantynopolu.
Osłabienie pozycji Radosławowiczów nie rozwiązało bynajmniej sprawy następstwa tronu. Po śmierci Bodina w 1101 roku pretensje do tronu, oprócz walczącej o prawa synów królowej wdowy, zgłosili również bracia przyrodni zmarłego króla, na których czele stanął Dobrosław. Najstarszy syn zmarłego króla, Michał, kilkunastoletni wówczas, uległ ostatecznie i tytuł królewski otrzymał Dobrosław. Na wieść o śmierci Bodina w sprawy Zety postanowił się jednak wmieszać również cesarz bizantyński, wykorzystując zeckich wygnańców przebywających od kilku lat w Konstantynopolu. Z rozkazu cesarskiego Grubesza wraz ze stryjami i braćmi został przewieziony do Dracza. Stamtąd Kočapar Radoslavljević, wspierany przez Bizantyńczyków, udał się do Raszki szukać pomocy przeciw Dobrosławowi. Wielki żupan Raszki Wukan skorzystał z okazji do zrzucenia zwierzchnictwa zeckiego i wyprawił się przeciw królowi Zety. Osadził na tronie zeckim Kočapara Radoslavljevicia. Tryumf Radosławowiczów okazał się krótkotrwały. Tradycyjnie probiznatyńscy w swej polityce, wkrótce utracili zaufanie Wukana. Wojska raszkańskie wyprawiły się ponownie do Zety i niezależnego Kočapara zastąpił kuzyn Grubeszy, Włodzimierz.

## Droga do władzy
Osłabienie pozycji Wukana, który w 1106 roku doznał porażki w walkach z Bizancjum, sprawiło, że w Zecie podniosła głowę opozycja, na czele której stanęła wdowa po Bodinie, królowa Jakwinta. W 1114 powrócił do Zety więziony w Raszce Dobrosław. Królowa Jakwinta otruła króla Włodzimierza, a Dobrosława, kazała wykastrować, oślepić i zamknąć w klasztorze, torując w ten sposób drogę do tronu swemu młodszemu synowi Jerzemu.
Objąwszy władzę Jerzy stanął na czele ugrupowania antybizantyńskiego w Zecie. Przypieczętował go przymierzem z nowym władcą Raszki Uroszem I. W drugim roku panowania Jerzego doszło do konfliktu z synami Branisława. Jerzy uwięził Grubeszę, a pozostali bracia zbiegli do Dubrownika. Prawdopodobnie przed swym aresztowaniem Grubesza spiskował przeciw królowi i Jerzy aresztując go działał we własnej obronie. Pociągnęło to jednak za sobą dalsze wypadki. Nieoczekiwanie dla Jerzego w konflikt w Zecie włączył się bowiem cesarz bizantyński Jan II Komnen. Armia bizantyńska, wspierana przez członków zeckiej rodziny królewskiej, wkroczyła od strony Dracza do Zety. Jerzy zbiegł, a Jakwinta została aresztowana i odesłana do Konstantynopola, gdzie wkrótce zmarła.

## Panowanie
Pop Duklanin notuje, że przez kolejne siedem lat w kraju panował pokój. Jerzy przebywał na dworze wielkiego żupana Urosza I w Rasie. A Grubesza dzięki silnemu protektoratowi bizantyńskiemu nie musiał się obawiać jego knowań. W 1125 roku Grubesza wyprawił się w głąb Raszki wspierając wyprawę cesarza bizantyńskiego przeciw Węgrom. Serbowie odparli armię zecką i sami z kolei zaatakowali Zetę, wspierając roszczenia Jerzego Bodinovicia. Grubesza zginął w walkach pod Barem, a Jerzy powrócił na tron zecki. Zmarłego króla pochowano w cerkwi św. Jerzego w Barze.